# Зогар

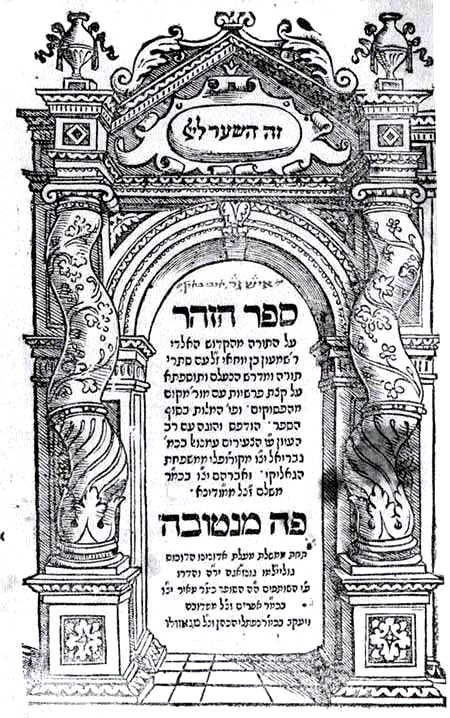
Титульный лист книги Зогар, 1558

Книга Зога́р (від івр. זהַר, сяйво) — основна і найвідоміша книга з багатовікової спадщини кабалістичної літератури. Кабалісти стверджують, що книга була написана рабином Шимоном Бар Йохаї (РаШБІ) в II столітті н. е., але популярність вона отримує лише в XIII столітті (пізнє датування) завдяки сефардському рабину Моше де Леону. Основний зміст книги Зогар — це коментар до Тори.

## Зміст
Книга являє собою бесіду трьох учених: Хізкі, Шимона і його сина Елієзера, які обговорюють «темні місця» Письма. У Зогарі підкреслюється протиставлення усної Тори (Закону) Торі письмовій.
Особливу увагу вони приділяють першими словами Біблії: Берешит (на початку). На початку Бог створив таємниче мерехтливе світило. Невідомий Бог став Елохімом. Пуста та порожня земля позначені в Торі як Тоху(хаос) і Боху(безформність). Підрозділи і незгоди у світі передують гріхопадінню, бо пов'язані з відділенням Богом води і суші. Разом з рибами Бог творить і Левіафана.
При створенні людини поряд з Елохім згадується жіноче начало Шехіна. Першою дружиною Адама названа Ліліт, яка проте не стала йому помічницею. Потім була утворена Єва. Чотири річки Едема уподібнені чотирьом сфірот (дерево життя): Хесед, Гвура, Нецах і Ход.
Змієм-спокусником (івр. נחש, Нахаш) був Самаель, верхи на змії. Сином Самаель і Єви став Каїн, а дружиною Каїна була демониця, яка наплодила безліч демонів. Одна з дочок Каїна Неєма спокусила синів Божих Уззу та Азаеля, чим накликала на Землю потоп.

## Походження

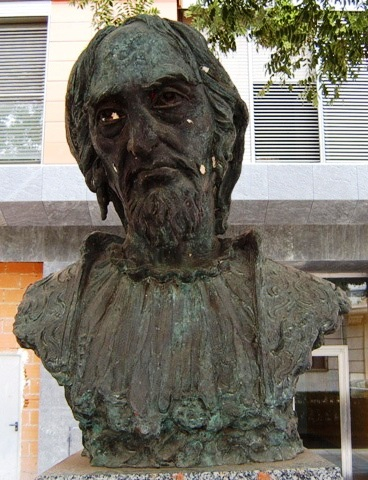
Моше де Леон, Гвадалахара (Іспанія)

В одному з коментарів до Зоѓapy наводиться така історія появи цієї книги:
|  | «Розповідають, що книга Зоѓap була захована в одній з печер біля Мерона і знайшов її там араб, і продав бродячим торговцям з верхньої Галілеї. І кілька листів з неї потрапило до рук одного мудреця, який прийшов із Заходу. І він пішов, і почав шукати, і зібрав усі листи у торговців, а частину знайшов у смітті, так як виявив, що торговці, продаючи харчі, загортали їх в ці листи» |

Згідно з чітким свідченням Іцхака бен Шмуеля із Акри, який на початку XIV століття зібрав суперечливу інформацію щодо виникнення та природи Зогагра, ця книга була опублікована по частинах іспанським кабалістом Моше де Леоном (помер в 1305 р.), після того як він зустрів Іцхака із Акри. Цей кабаліст з 1286 по 1293 рр. написав багато книг івритом, що носять його ім'я. Він був пов'язаний з декількома кабалістами свого часу, включаючи Тодроса Абулафія і його сина, Йосипа з Толедо, одного з лідерів кастильського єврейства, який підтримував Моше де Леона.
Найбільш раннє першоджерело книги Зогар датується приблизно 1270 роком, що дозволяє деяким дослідникам стверджувати, що Зогар був написаний значно пізніше II століття н. е.. На думку Гершома Шолема, книгу написав сам Моше де Леон.

## Про книгу
Сформований дотепер кодекс «Сефер га-Зогар» являє собою структурно складну книгу, що складається з множини текстів. Три головних томи Зоѓapa збудовані в формі тлумачення Тори (П'ятикнижжя), при цьому перший і другий томи є тлумаченнями відповідно першої та другої книги П'ятикнижжя (Берешит і Шмот), а третій — решти книг (Ваїкра, Бемідбар, Дварим).
Ще один том, так званий Зогар Хадаш (Новий Зоѓap), містить тлумачення, що не увійшли з якихось причин в інші томи. Крім основної частини, яка власне й іменується Зоѓap, до складу книги входять ще кілька текстів. Ось головні з них:
- Сіфра де-Цніута (Сокровенна Книга) — це анонімна розповідь про найбільш глибокі аспекти і внутрішній сенс Світобудови. Містить п'ять невеликих за обсягом розділів. Входить до складу другого тому Зоѓapa.
- Ідра Раба (Великі Покої) — розповідь про таємниці, які рабі Шимон відкрив вузькому колу своїх учнів. Тут докладно викладається те, про що лише натяком сказано в Сіфра де-Цніута. Цей текст знаходиться у третьому томі Зоѓapa.
- Ідра Зута (Малі Покої) — викладає ті таємниці, які рабі Шимон відкрив учням перед своєю кончиною. Текст також розташовується у третьому томі.
- Мідраш Неєлам (Прихований Мідраш) — ця частина, фрагментами розташована в першому томі Зоѓapa і в Зогар Хадаш, багато в чому подібна до основної частини Зоѓapa. Текст тут не тільки арамейською мовою, але і на івриті, і як дійові особи виступають інші, ніж у Зоѓape, авторитети Мішни і Талмуда.
- Сітрей Тора (Таємниці Тори) — уривки з такою назвою знаходяться в першому томі Зоѓapa. За своїм характером Сітрей Тора подібні Мідраш Неєлам і присвячені переважно таємницям душі і імен ангелів.
- Раза де-Разін (Таємниця Таємниць) — текст, що оповідає про таємниці фізіогноміки і хіромантії. Знаходиться у другому томі Зоѓapa.
- Райа Meһемна (Вірний Пастир) — містичне тлумачення заповідей Тори. Центральною дійовою особою цього тексту є пророк Мойсей (він і зветься вірним пастирем). Крім нього в розділі діють пророк Еліягу, рабі Шимон і не звані по іменах праведники Мішни і Талмуда. Судячи зі складу діючих осіб, сама дія відбувається за межею цього світу. Уривки під назвою Райа Meһемна містяться в другому і третьому томах Зоѓapa.
- Сітрей Отійот (Таємниці Букв) — цей текст знаходиться в Зогар Хадаш і присвячений таємницям єврейського алфавіту. Тікун ha-Зогар (Виправлення Зоѓapa) — ця книга становить окремий том і містить сімдесят тлумачень першого слова Біблії. За стилем, мовою та іншими особливостями цей текст близький до Райа Meһемна.
- Інші тексти, які зазвичай виділяють, кажучи про структуру Зоѓapa, представляються другорядними або примикають до перерахованих вище, і тому тут не наводяться.

Відповідно до єврейської релігійної традиції, до нас дійшла лише мала частина цієї книги. 
|  | « Сприйняв я переказ, що книга ця була настільки велика в своєму обсязі, що зібравши її разом, можна було цілком навантажити верблюда » |

## Духовна сила книги
З точки зору кабалістів, Зогар має величезну духовну силу. Кабалісти розглядають вивчення Зогара як найбільш високе духовне осягнення людини. Навіть читання текстів Зогара без коментарів і знаходження книг Зогара в будинку, на думку кабалістів, дає духовну силу і захист.